# Dendrobium platygastrium
Dendrobium platygastrium là một loài thực vật có hoa trong họ Lan. Loài này được Rchb.f. mô tả khoa học đầu tiên năm 1878.